# 代沃呂山脈

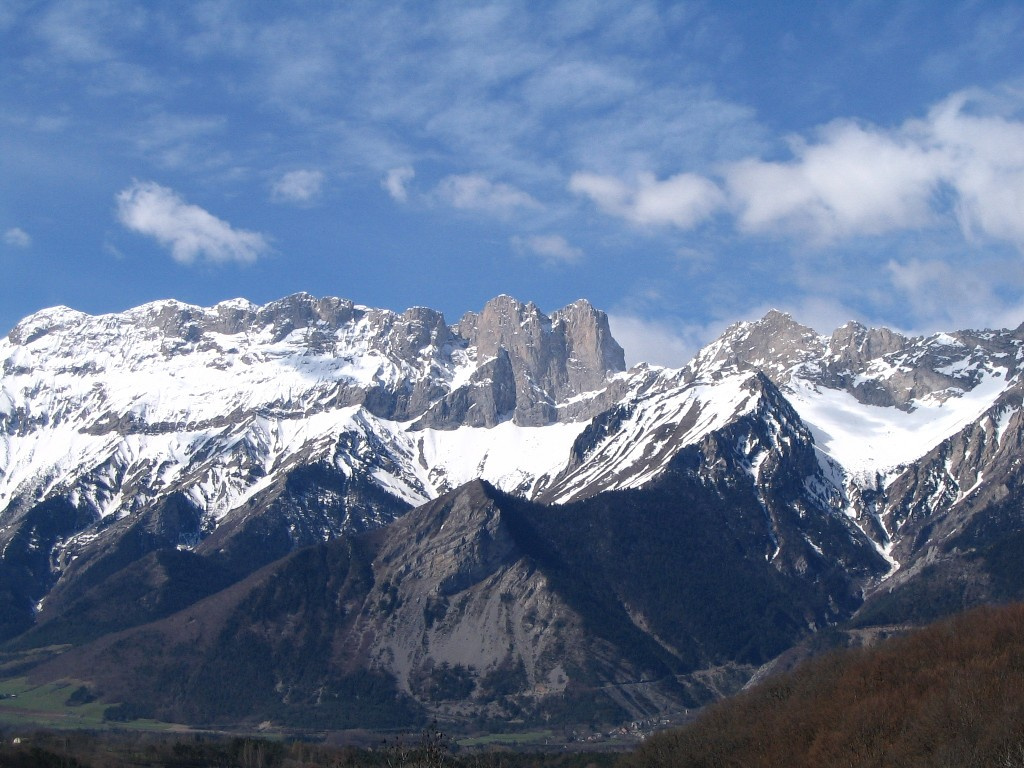

44°46′31″N 05°50′22″E / 44.77528°N 5.83944°E
代沃呂山脈（法語：Massif du Dévoluy），是法國的山脈，位於該國東南部，由上阿爾卑斯省負責管轄，屬於多芬阿爾卑斯山脈的一部分，最高點是海拔高度2,789米的大奧比烏峰。